# Acalolepta pseudoconvexa
Acalolepta pseudoconvexa là một loài bọ cánh cứng trong họ Cerambycidae.